# Джеффрі Арчер
Джеффрі Арчер, барон Арчер з Уестон-супер-Мара (англ. Jeffrey Howard Archer, Baron Archer of Weston-super-Mare; нар. 15 квітня 1940) — англійський письменник і політик.

## Біографія
Навчався в школі Веллінгтон у Соммерсеті. Продовжив свою освіту в оксфордському коледжі Брейсноуз, робив успіхи в спорті, потім отримав диплом спортивного тренера.
У липні 1966 р. Арчер одружився зі своєю університетською подругою Мері, а в 1967 р. розпочав політичну кар'єру — став членом Лондонської міської ради. Далі, в 1969 р. він став одним з наймолодших членів англійського парламенту. У 1974 р. змушений покинути парламент внаслідок банкрутства канадської компанії «Аквабласт», в акції якої Арчер вклав усі свої заощадження.
Для виправлення фінансового становища Арчер вирішив зайнятися письменництвом. Його перший роман «Ні пенса більше, ні пенса менше» частково автобіографічний. Він не дуже сподобався критикам, але виявився бестселером у США. Наступна книга дозволила Арчеру розрахуватися з усіма боргами. Роман «Чи говорити президенту?» викликав скандал у США і Великій Британії, але одночасно зробив Арчера одним із найпопулярніших письменників, які пишуть про політику. У цьому романі президентом США в 1980 році став молодший брат раніше убитих політиків Джона і Роберта Кеннеді — Едвард М. Кеннеді, а в 1983 році організовано змову з метою його вбивства, щоб запобігти ухваленню закону про контроль над особистою зброєю. До 1982 р. цей роман витримав 14 видань у самій лише Великій Британії. До того часу Арчер настільки захопився літературною діяльністю, що зупинитися вже був не в силах: з-під його пера вийшло вже понад 20 романів.
Тим не менше, заняття політикою Арчер не кинув. У 1985 р. Джеффрі Арчера обирають заступником голови партії консерваторів, очолюваної Маргарет Тетчер. Але вже в наступному році письменник потрапив у скандальну історію, в результаті чого змушений піти з політики вдруге.
Далі Арчер зайнявся благодійністю, в 1992 році, при Джоні Мейджорі, його нагородили титулом лорда.
У 1997 р. лорд Арчер узяв участь у виборчій кампанії на посаду лондонського мера. І знову в пресі спливли факти, що його ганьбили. Це призвело до судового розгляду й виключення Арчера з партії. Тоді Арчер поставив п'єсу «Обвинувачений» і виконував там головну роль.
У 2001 р. Арчера все-таки визнали винним у тому, що він брехав у суді, перешкоджаючи здійсненню правосуддя, і засудили на 4 роки. Він давав неправдиві свідчення щодо зв'язку з повією.
У в'язниці Арчер написав і почав публікувати багатотомний «Щоденник ув'язненого», а також й інші твори.
Звільнили Джеффрі Арчера на початку 2003 р. умовно-достроково. Він активно займається благодійністю і продовжує свою літературну діяльність. Напередодні 2007 року вийшов його роман «Євангеліє від Іуди», написаний у співавторстві з австралійським біблеїстом Френсісом Молоні.
У 2002 BBC був знятий фільм «Jeffrey Archer: The Truth» — сатирична комедійна драма про життя Джефрі Арчера.

### Серія Каїн і Авель (Kane and Abel series)
- «Каїн і Авель» (Kane and Abel) (1980)
- «Блудна дочка» (The Prodigal Daughter) (1982)
- «Чи говорити президенту» (Shall We Tell the President?) (1977)

### Серія Хроніки Кліфтона (Clifton Chronicles)
- Only Time Will Tell (2011)
- The Sins of the Father (2012)
- Best Kept Secret (2013)
- Be Careful What You Wish For (2014)
- Mightier Than the Sword (2015)
- Cometh The Hour (2016)
- This Was a Man (2016)

### Тюремні щоденники (Prison diaries)
- Том I. Hell — Belmarsh (2002)
- Том II. Purgatory — Wayland (2003)
- Том III. Heaven — North Sea Camp (2004)

### Романи поза серіями
- «Ні пенсом більше, ні пенсом менше» (англ. Not A Penny More, Not A Penny Less) (1976)
- «Перший серед рівних» (англ. First Among Equals) (1984)
- «Справа честі» (англ. A Matter of Honour) (1986)
- «Всього пару миль по прямій» (англ. As the Crow Flies) (1991)
- «Злодійська честь» (англ. Honour Among Thieves) (1993)
- «Четверта влада» (англ. The Fourth Estate) (1996)
- «Одинадцята заповідь» (англ. The Eleventh Commandment) (1998)
- «Діти долі» (англ. Sons of Fortune) (2003)
- «Помилкове враження» (False Impression) (2006)
- «Євангеліє від Юди» (англ. The Gospel According to Judas by Benjamin Iscariot) у співавторстві Френсісом Молоні (англ. J. Francis Moloney) (2007)
- «В'язень родства» (A Prisoner of Birth) (2008)
- «Дорогами слави» (Paths of Glory) (2009)

### П'єси
- «За межами розумного сумніву» (англ. Beyond Reasonable Doubt) (1987)
- Exclusive (1989)
- «Обвинувачений» (англ. The Accused) (2000)

### Розповіді та збірки оповідань
- «Сагайдак, повний стріл» A Quiver Full of Arrows (1980)
- A Twist in the Tale (1989)
- Twelve Red Herrings (1994)
- «36 оповідань» (англ. The Collected Short Stories) (1997)
- «Коротше кажучи» (англ. To Cut a Long Story Short) (2000)
- Cat O Nine Tales (2006)
- And Thereby Hangs a Tale (2010)

### Дитяча література
- By Royal Appointment (1980)
- Willy Visits the World Square (1980)
- Willy and the Killer Kipper (1981)
- The First Miracle (1994)